# Kenttämeer
Het Kenttämeer, Zweeds – Fins: Kenttäjärvi, is een meer in Zweedse. Het meer ligt in de gemeente Pajala circa 500 meter ten westen van het Kitkiöjärvi. Beide meren zijn gescheiden door de Kenttäheuvelrug, Kenttäharju. Het water in het meer stroomt door de Keskinenrivier weg, dus niet via de Kenttärivier, die wel in de omgeving ligt.
Er zijn meer dan tien meren in Zweden met deze naam.
Afwatering: meer Kenttämeer → Keskinenrivier → meer Kitkiöjärvi → Kitkiörivier → Muonio → Torne → Botnische Golf